# Златко Лагумџија
Златко Лагумџија (Сарајево, 26. децембар 1955) је босанскохерцеговачки политичар, бивши председник Социјалдемократске партије Босне и Херцеговине и доктор информатичких наука на Универзитету у Сарајеву.

## Биографија
Отац му је био Салко Лагумџија.
Након завршене гимназије 1973. у Детроиту (САД), дипломирао је 1977, магистрирао 1981, а докторирао 1988. темама с подручја информатике и електротехнике на Универзитету у Сарајеву. Професор је на предмету менаџмент информационих система (МИС) и предмету информатика на Економском факултету, те предмету пројектовање информационих система за подршку одлучивању на Електротехничком факултету Универзитета у Сарајеву, од 1989. године. Прочелник је катедре пословне информатике на Економском факултету Универзитета у Сарајеву, од 1994. године. Поред тога, Лагумџија је редовни професор на Економском факултету Универзитета у Сарајеву и директор Центра за менаџмент и информациону технологију (МИТ) Сарајево, од 1995. године. Члан је Свјетске академије уметности и наука (WAAS), од 2006. године.
Политичку каријеру је започео као члан СКЈ, односно босанскохерцеговачке партијске организације, где је водио информатичку службу. С временом је напредовао у њеним редовима, те је у јесен 1990. као кандидат СКБиХ-СДП био кандидат на првим вишестраначким изборима за члана Предсједништва БиХ, где је освојио 8,8% гласова. На самом почетку рата, односно у мају 1992. заједно са тадашњим предсједником Алијом Изетбеговићем заробљен је од стране ЈНА, а што је довело до инцидента у Добровољачкој улици. Био је потпредсједник (1992—1993) и предсједник Владе Републике Босне и Херцеговине (1993), министар спољних послова Босне и Херцеговине (у два наврата 2001. и 2003), те поново председавајући Савјета министара Босне и Херцеговине (2001—2002). На општим изборима 2014. био је носилац листе СДП БиХ за Парламентарну скупштину БиХ, али није успио добити мандат. Председник је Социјалдемократске партије Босне и Херцеговине од 1997. до 2014. године, а од 2005. године и потпредсједник Сената Бошњачког института. Говори енглески и француски језик.
Ожењен је и има троје деце. Живи у Сарајеву. 